# 耶奈伊·佐尔坦
耶奈伊·佐尔坦（匈牙利語：Jeney Zoltán，1943年—2019年），匈牙利作曲家。

## 生平
1943年生于索尔诺克。早年学习钢琴演奏。1957年至1961年在德布勒森音乐学校学习作曲。1961年至1966年在布达佩斯的李斯特音乐学院跟随法尔卡什学习作曲。1967年至1968年在意大利罗马的圣塞西莉亚国立音乐学院深造，师从戈弗雷多·彼得拉西。
他的早期作品受巴托克·贝拉、路易吉·达拉皮科拉、安东·韦伯恩、阿尔班·贝尔格、库塔格·捷尔吉等音乐家的影响。1960年代末开始研究皮埃尔·布莱兹、卡尔海因茨·施托克豪森和約翰·凱吉的作曲理论。1971年，他为胡萨里克·佐尔坦导演的电影《辛巴达》配乐。1972年至1990年期间，他一共创作了六百多首现代音乐。
1986年，他成为李斯特音乐学院教授，1995年至2011年担任作曲与指挥系主任，2013年成为名誉教授。1993年到1996年，担任匈牙利作曲家协会主席。2019年10月28日去世。

## 荣誉
- 艾凯尔·费伦茨奖（1982年）
- 匈牙利功勋艺术家荣誉称号（1990年）
- 巴托克-帕斯托里奖（1988年，2006年）
- 科苏特奖（2001年）